# Papež Gregor III.
Gregor III., papež Rimskokatoliške cerkve in svetnik; * okrog 690 Sirija (Umajadski kalifat);  † 28. november 741, Rim (Bizantinsko cesarstvo).

## Življenjepis
Takoj po Gregorjevem pogrebu oziroma že po smrti 11. februarja 731 so Rimljani z že davno nevidenim soglasjem izvolili redovnika benediktinca Gregorja na apostolski sedež, ki je bil svojemu predniku podoben ne le po imenu, ampak tudi po svojih lastnostih. Po rodu je bil Sirec in je torej znal dobro tudi grščino. Kljub temu pa ravenskemu eksarhu izvolitev ni ugajala in zato so ga – po dospeli potrditvi – lahko posvetili za rimskega škofa šele 18. marca. Gregor je takoj sklical na sinodo zahodne škofe v zvezi z uničevanjem svetih kipov in podob (ikonoklazem) pod bizantinskim cesarjem Leonom. V Rim je prišlo 93 škofov, ki so soglasno izjavili, da »kdor odslej naprej podobe Gospoda Jezusa, brezmadežne Device Marije, svetih apostolov in svetnikov oddaljuje iz njihovih prostorov, jih uničuje ali zaničuje, ne sme prejeti Gospodovega telesa in krvi (obhajila) ter naj bo izobčen iz cerkvenega občestva.«

### Dela
Papež je podpiral pri misijonarjenju na Bavarskem svetega Bonifacija. 

## Smrt
Papež Gregor III. je umrl v Rimu dne 28. novembra 741. in je pokopan v cerkvi svetega Petra v Vatikanu blizu svojih slavnih predhodnikov in svetnikov Gregorja Velikega in Gregorja II.